# Tânia Lamarca
Tânia Lamarca (Florianópolis, 1954) é uma produtora e cineasta brasileira.

## Biografia
Tânia Lamarca nasceu e foi criada em Florianópolis e aos 23 anos, qualificada como técnica em enfermagem, mudou-se para São Paulo, onde entrou em contato com a produção de cinema da Boca do Lixo, participando em filmes como figurante, depois como continuísta e em seguida como assistente de direção.
Em 1979, envolvida com o filme "Os Embalos de Ipanema", de Antônio Calmon, viajou com a produção para o Rio de Janeiro e ficou por lá, decidida a continuar fazendo cinema. Trabalhou como assistente de direção em mais de 15 filmes, entre eles "Gabriela, cravo e canela" (1983), de Bruno Barreto, "Patriamada", de Tizuka Yamasaki e "Perfume de Gardênia" (1992), de Guilherme de Almeida Prado. No início dos anos 1980 dirigiu seus primeiros curtas e passou a trabalhar também na produção, em filmes como "O País dos Tenentes" (1986), de João Batista de Andrade e "Veja esta Canção" (1994), de Cacá Diegues. 
Em televisão, trabalhou como roteirista para a TV Globo, na minissérie "Quem Ama não Mata" (1981, com Euclydes Marinho) e em dois episódios da série "Caso Verdade". Foi uma das diretoras da novela "Olho por Olho" (1988) para a TV Manchete e da primeira fase de "Metamorphoses" (2004) para a TV Record. 
Estreou na direção de longa-metragem com "Buena Sorte" (1997), filme que ela também escreveu e produziu, com a proposta de ficcionalizar o universo dos rodeios do interior de São Paulo.  Em 2001, foi contratada para dirigir seu segundo longa, o infantil "Tainá - Uma Aventura na Amazônia", substituindo o diretor Sérgio Bloch logo no início das filmagens. Com "Tainá", Tânia alcançou sucesso de público e crítica, tendo participado de mais de 50 festivais e recebido 10 prêmios, inclusive o de melhor filme no Festival Internacional de Filmes Infantis de Chicago.
Em 2001, voltou a residir em sua cidade natal, Florianópolis, onde mantém a produtora 'Acquafredda Produções'. Em 2008 dirigiu a pré-produção de Xuxa em O Mistério de Feiurinha, filme que acabou sendo dirigido por Tizuka Yamasaki. Em 2010 foi corroteirista, com Sandra Nebelung, do longa "A antropóloga", dirigido pelo também catarinense Zeca Pires. . Em 2012 concluiu seu terceiro longa, "Ensaio", com Lavinia Bizzotto, Bruno Cezario e Ingra Liberato, que estreou no Festival do Rio. 

## Filmografia como diretora
- 2012: "Ensaio"[7]
- 2005: "Imigrantes Italianos no Sul de Santa Catarina" (documentário)
- 2004: "Metamorphoses" (telenovela)
- 2003: "Batuque de Pirapora" (videoclipe)
- 2003: "Saudades da vila" (curta)
- 2001: "Tainá - Uma Aventura na Amazônia"
- 1997: "Buena Sorte"
- 1988: "Olho por Olho (telenovela)"
- 1981: "Guerreiro de prata" (curta)
- 1980: "Mario Filho em Painel" (curta)